# Beketel
Beketel is een bestuurslaag in het regentschap Pati van de provincie Midden-Java, Indonesië. Onder deze bestuurslaag vallen 2735 inwoners (volkstelling 2010).